# La Soufrière (La Réunion)
Pour les articles homonymes, voir Soufrière.
La Soufrière est un petit cratère volcanique au sommet du piton de la Fournaise, le volcan actif de l'île de La Réunion, département d'outre-mer français dans le sud-ouest de l'océan Indien. Située au nord du cratère Dolomieu, beaucoup plus vaste et profond qu'elle, et sur lequel elle s'ouvre en demi-lune, elle se trouve à environ 2 530 mètres d'altitude sur le territoire de la commune de Sainte-Rose et dans le cœur du parc national de La Réunion.
La Soufrière s'est constituée à quelques mètres au nord du Dolomieu en 1965 à la faveur d'une éruption volcanique. Elle s'élargit ensuite peu à peu : en 1980, date d'une exploration par l'observatoire volcanologique du Piton de la Fournaise, elle ne mesure que six mètres de diamètre, mais en 2000, vingt ans plus tard, elle en atteint quatre-vingts. L'éruption du Piton de la Fournaise en avril 2007 voit finalement l'effondrement de son flanc sud, celui qui la séparait jusqu'alors du Dolomieu, du rempart nord duquel elle devient une échancrure.